# Jens Hammershøi Vittrup
Jens Hammershøi Vittrup (født i 1966) er en tidligere dansk sergent i hæren, der den 22. februar 1992 dræbte den 22-årig medicinstuderende Betina Kjær Jørgensen med knivstik udenfor hendes hjem i Ungbo-kollegiet i Odense. Jørgensen blev fundet voldtaget, forsøgt kvalt, slået i ansigtet med knytnæve og dræbt med knivstik i halsen. De to kendte ikke hinanden før drabet. Kriminalpolitiet var i første omgang på bar bund, og i løbet af de kommende uger blev der foretaget hundredvis af afhøringer - ligesom en del mænd i alle aldre blev bedt om at afgive en blodprøve. Tre dråber blod på offerets bukser var senere med til at fælde den dengang 26-årig Vittrup.
Han forklarede senere politiet, at han begik drabet, fordi han den dag 'var vred på hele verden', efter han var blevet sagt op fra sin læreplads og kasseret af Fremmedlegionen. Den 1. april 1993 blev Hammershøi Vittrup idømt fængsel på livstid for drabet og voldtægten.